# Голубенко Валентина Валеріївна
Валентина Голубенко (рос. Валентина Голубенко; 29 липня 1990) - шахістка з Естонії, жіночий гросмейстер від 2007 року і чемпіонка світу серед дівчат до 18 років від 2008 року. Станом на 2016 рік єдиний представник естонських шахів, як серед чоловіків так і серед жінок, що виграв юнацький світовий титул. Хоча і проживає в Естонії, але виступає за збірну Хорватії, оскільки їй не дозволено виступати за Естонію через російське громадянство.

## Особисте життя

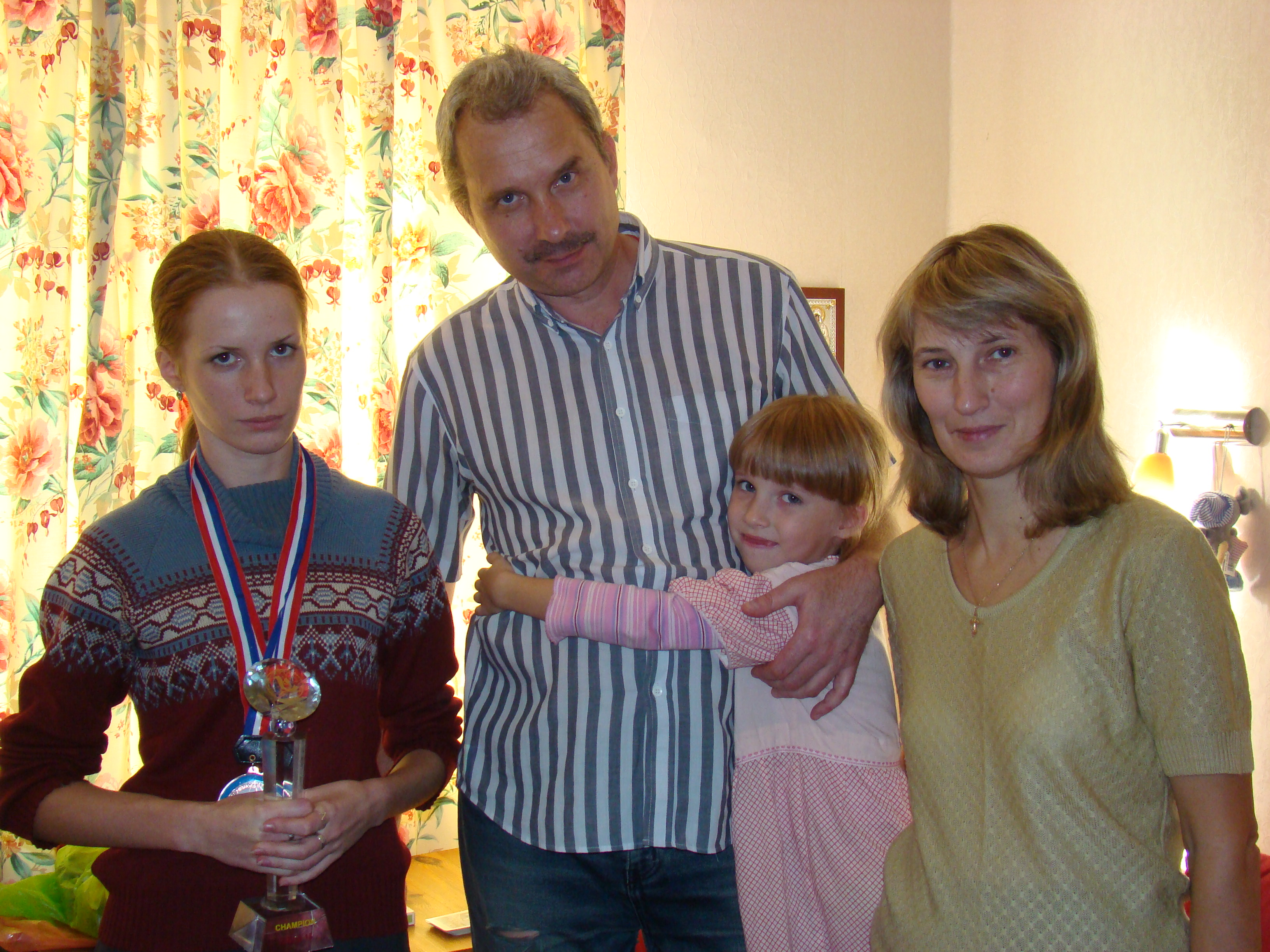
Родина Голубенко: Валентина, Валерій, сестра Валентини Олександра, Анастасія

Валентина Голубенко народилась у Волгограді (Росія) в шаховій родині. Її батько, Валерій Голубенко, математик і шахіст, який вигравав чемпіонат Естонії зі швидких шахів від 1993 до 1995 року і тричі вигравав командний чемпіонат Естонії на першій шахівниці. Її матір, Анастасія Голубенко, була професійною шаховою тренеркою з багаторічним стажем, а також учасницею фіналу чемпіонату Москви серед жінок 1986 року. 

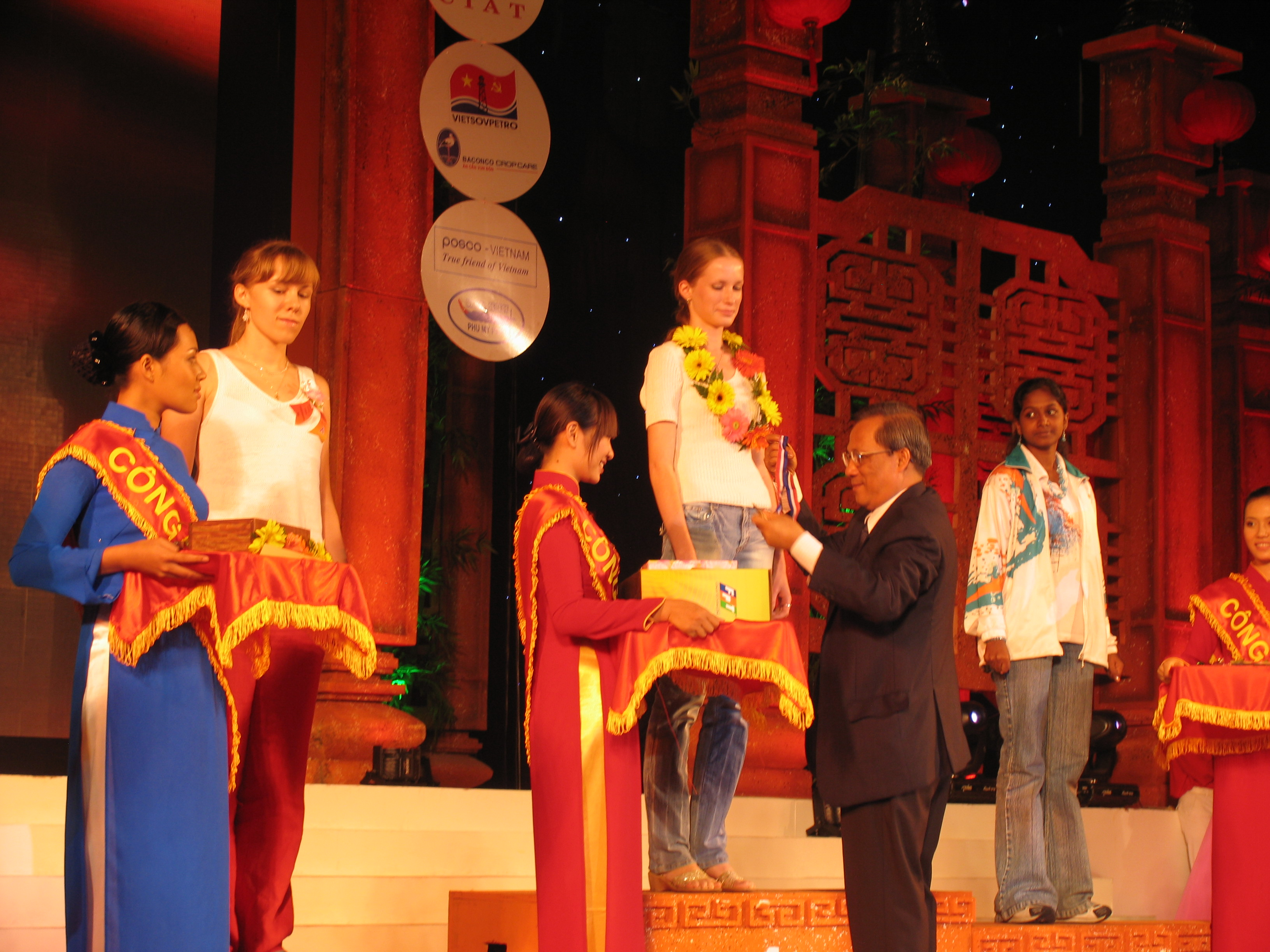
Валентина Голубенко отримує золоту медаль чемпіонату світу серед юнаків і дівчат, 30 жовтня 2008 року

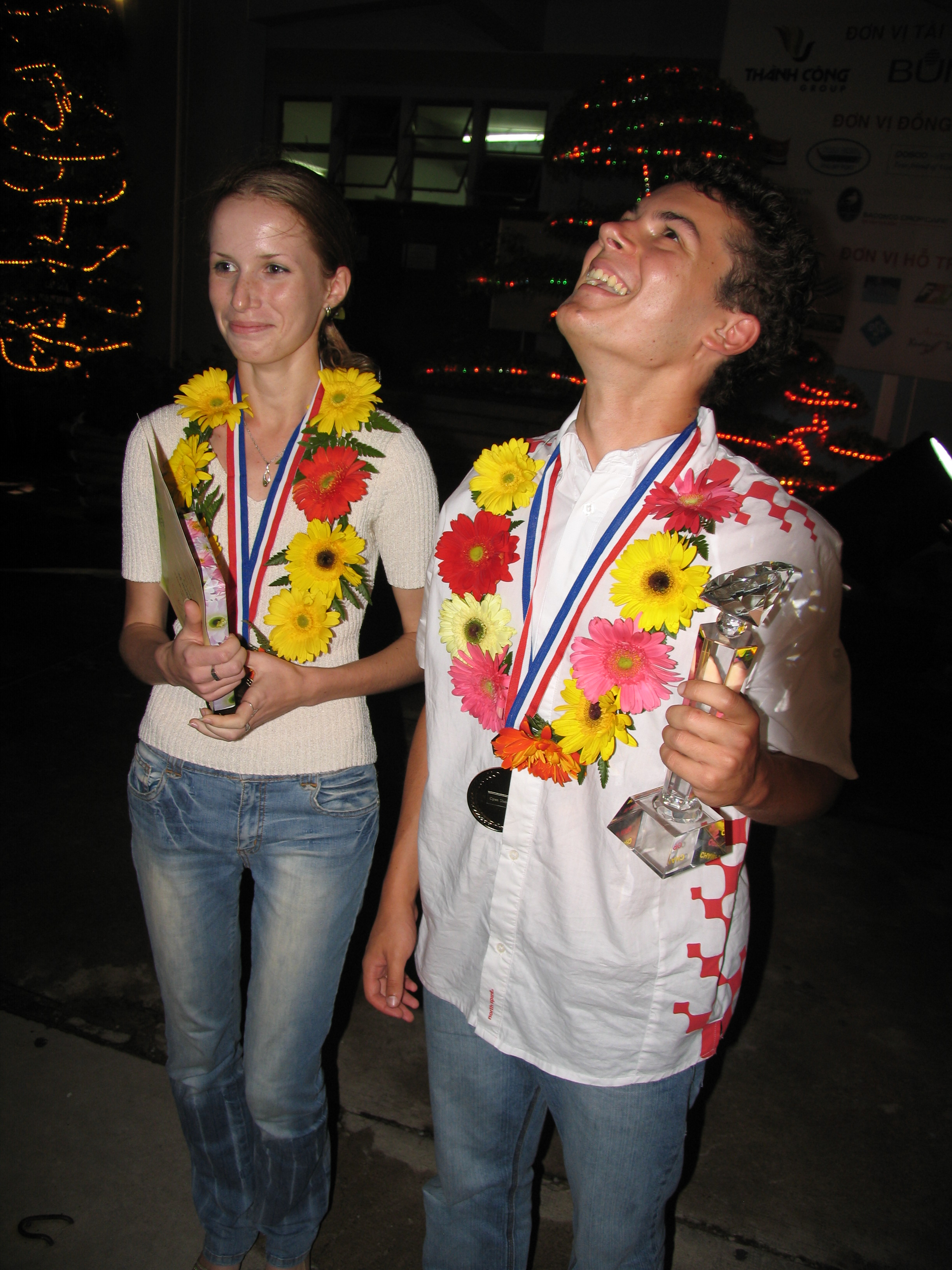
Разом з Іваном Шарічем, чемпіонат світу серед юнаків і дівчат, 30 жовтня 2008 року

## Кар'єра
Валентину тренували її батьки. Вона виграла кілька чемпіонатів Естонії в різних вікових категоріях: тричі серед дівчат до 10 років (1998–2000), один раз серед юнаків до 10 років (1999), п'ять разів серед дівчат до 12 років (1998–2002), чотири рази серед дівчат до 14 років (2001–2004), двічі серед дівчат до 16 років (2003–2004) та один раз серед дівчат до 18 років (2004). Також шість разів ставала чемпіонкою Естонії зі швидких шахів (серед дівчат до 18 років 2001-2005 і до 18 років 2007), а також командного чемпіонату серед юніорів (2003) і дівчат (2003 та 2004). У шістьох із цих турнірів набрала 100% очок, вигравши всі партії. Завдяки своєму результату на турнірі Mediterranean Flower WGM 2006 року в Рієці і чемпіонаті Європи серед жінок 2007 у Дрездені здобула звання гросмейстера серед жінок, ставши першою жителькою Естонії, що заволоділа цим титулом.
Взяла участь у чемпіонаті світу з шахів серед жінок 2008, де в першому раунді поступилась Вікторії Чміліте з Литви в першому раунді. У жовтні 2008 року виграла золоту медаль на чемпіонаті світу серед дівчат до 18 років, набравши 9 очок з 11 і на очко випередивши найближчу переслідувачку. У 2014 році виграла чемпіонат Хорватії серед жінок.

## Конфлікт з Шаховою федерацією Естонії
Попри те, що Валентина Голубенко все життя проживала в Естонії, її батьки вирішили утримувати російське громадянство. Таким чином, починаючи з 2003 року їй не дозволено представляти Естонію в міжнародних чемпіонатах, оскільки згідно зі статтею 8 Спортивного акту Естонії, лише громадяни Естонії й діти віком до 18 років, які проживають в Естонії й не мають громадянства будь-якої іншої країни, можуть представляти Естонію на міжнародних чемпіонатах, таких як чемпіонати світу і Європи й Олімпійські ігри, як в особистому, так і командному заліку. Родина Голубенко вважає, що це рішення Шахової федерації Естонії суперечить правилам ФІДЕ стосовно участі в змаганнях ФІДЕ. Провідний гросмейстер Естонії Яан Ельвест згідний з цією думкою. Попри відкритий лист батьків Голубенко у ФІДЕ, Шахова федерація Естонії не дозволила шахістці грати під естонським прапором. Як вирішення їй пропонували прийняти естонське громадянство, але родина відкинула цю пропозицію. Оскільки Валентині Голубенко не дозволили грати за збірну Естонії, а для збірної Росії її рівня гри недостатньо, то шахістка вирішила виступати за збірну Хорватії, на що ФІДЕ дала згоду.